# Jimmy (chanson)
Jimmy est une chanson du groupe franco-américain Moriarty parue dans le premier album du groupe, Gee Whiz But This Is a Lonesome Town sorti le 6 mai 2007 sur le label Naïve Records.
L'expression « where (…) the buffalo roam » déclinée plusieurs fois dans les paroles semble évoquer un lien avec le film Where the Buffalo Roam (1980) basé sur l‘œuvre de Hunter S. Thompson. En fait "where the buffalo roam" vient d'une chanson de cowboy dont les paroles sont connues de beaucoup d'américains, "Home on the Range". "Oh give me a home, Where the buffalo roam, where the deer and the antelope play, Where seldom is heard a discouraging word, And the skies are not cloudy all day. Home, home on the range, Where the deer and the antelope play, Where seldom is heard a discouraging word, And the skies are not cloudy all day."

## Dans la culture
Sauf indication contraire ou complémentaire, les informations mentionnées dans cette section proviennent du générique de fin de l'œuvre audiovisuelle présentée ici.
La chanson Jimmy a été utilisée dans plusieurs films :
- 2009 : Romaine par moins 30 d'Agnès Obadia
- 2014 : Gemma Bovery d'Anne Fontaine
- 2019 : Les Vétos de Julie Manoukian - générique de fin